# Coccus milanjianus
Coccus milanjianus är en insektsart som beskrevs av Hodgson 1968. Coccus milanjianus ingår i släktet Coccus och familjen skålsköldlöss.
Artens utbredningsområde är Malawi. Inga underarter finns listade i Catalogue of Life.